# 1984年の宝塚歌劇公演一覧
本項目では、1984年の宝塚歌劇公演一覧（1984ねんのたからづかかげきこうえんいちらん）について示す。

## 宝塚大劇場公演
（）内は、作者または演出者名。参考資料は90年史。

### 星組
- 1月1日 - 2月7日
  - 『祝いまんだら』（植田紳爾）
  - 『プラスワン』（草野旦）

### 花組
- 2月10日 - 3月21日
  - 『琥珀色の雨にぬれて』（柴田侑宏）
  - 『ジュテーム』（岡田敬二）

### 雪組
- 3月23日 - 5月8日
  - 『風と共に去りぬ』（長谷川一夫　監修、植田紳爾　脚本・演出、阿古健　演出）

### 月組
- 5月11日 - 6月26日
  - 『沈丁花の細道』（柴田侑宏　脚本・演出）
  - 『ザ・レビューII』（小原弘稔）

### 星組
- 6月29日 - 8月8日
  - 『我が愛は山の彼方に』（植田紳爾　脚本・演出、長谷川一夫　演出、阿古健　演出）
  - 『ラブ・エキスプレス』（酒井澄夫）

### 花組
- 8月10日 - 9月18日
  - 『名探偵はひとりぼっち』（大関弘政　脚本・演出）
  - 『ラ・ラ・フローラ』（横澤英雄）

### 雪組
- 9月21日 - 11月6日
  - 『千太郎纏しぐれ』（柴田侑宏）
  - 『フル・ビート』（岡田敬二）

### 月組
- 11月9日 - 12月23日
  - 『ガイズ&ドールズ』（酒井澄夫　脚色・演出）

## 東京宝塚劇場公演
（）内は、作者または演出者名。参考資料は90年史。

### 月組
- 3月4日 - 4月1日
  - 『翔んでアラビアン・ナイト』（植田紳爾）
  - 『ハート・ジャック』（三木章雄）

### 星組
- 4月5日 - 4月30日
  - 『春の踊り<祝いまんだら>』（植田紳爾）
  - 『プラス・ワン』（草野旦）

### 花組
- 6月3日 - 6月27日
  - 『琥珀色の雨にぬれて』（柴田侑宏）
  - 『ジュテーム』（岡田敬二）

### 雪組
- 7月1日 - 7月29日
  - 『風と共に去りぬ』（植田紳爾　脚本・演出、阿古健　演出）

### 月組
- 8月2日 - 8月28日
  - 『沈丁花の細道』（柴田侑宏　脚色・演出）
  - 『ザ・レビューII』（内海重典　製作、小原弘稔）

### 星組
- 11月3日 - 11月28日
  - 『我が愛は山の彼方に』（植田紳爾　脚本・演出、長谷川一夫・阿古健　演出）
  - 『ラブ・エキスプレス』（酒井澄夫）

### 花組
- 12月2日 - 12月27日
  - 『名探偵はひとりぼっち』（大関弘政）
  - 『ラ・ラ・フローラ』（横澤英雄）

## 宝塚バウホール公演
（）内は、作者または演出者名。参考資料は90年史。

### 月組
- 1月3日 - 1月16日
  - 『I am What I am』（酒井澄夫）

- 1月22日 - 2月3日
  - 『夜霧のモンパルナス』（大関弘政）

### 星組
- 2月26日 - 3月5日
  - 『ラプソディ・イン・ブルー』（阿古健）

### 専科
- 3月31日 - 4月10日
  - 『花供養』（植田紳爾）

### 花組
- 4月22日 - 5月7日
  - 『ロジャースビル物語』（太田哲則）

### 雪組
- 5月27日 - 6月5日
  - 『愛の飛翔III』（酒井澄夫　構成・演出）

### 星組
- 9月1日 - 9月15日
  - 『回転木馬』（三木章雄　脚色・演出）

### 月組
- 9月22日 - 10月5日
  - 『南太平洋』（村上信夫　脚色・演出）

### 花組
- 10月20日 - 11月5日
  - 『オクラホマ!』（正塚晴彦　脚色・演出）

## その他の日本公演
（）内は、作者または演出者名。参考資料は90年史。

### 雪組
- 2月4日 - 2月13日　名古屋・中日劇場
  - 『うたかたの恋』（柴田侑宏　脚本・演出）
  - 『ハッピーエンド物語』（草野旦）

### 花組
- 4月14日 - 4月30日　恵那、瀬戸、仙台、黒磯、伊勢崎、奈良、和歌山、新潟、金沢、丸亀、岡山、下関、徳山
  - 『朱に恋うる調べ<紅葉愁情・改題>』（菅沼潤）
  - 『メイフラワー』（小原弘稔）

- 5月2日 - 5月6日　福岡市民会館
  - 『朱に恋うる調べ<紅葉愁情・改題>』（菅沼潤）
  - 『メイフラワー』（小原弘稔）

### 星組
- 9月8日 - 9月30日　豊田、静岡、横浜、越ヶ谷、町田、掛川、美濃加茂、安城、甲府、昭島、金沢、鯖江、敦賀、一宮、花巻、仙台、宇都宮、尾張旭
  - 『アルジェの男』（柴田侑宏）
  - 『ザ・ストーム』（横澤英雄）

### 月組・特別
- 9月8日 - 9月24日　東京・西武パルコ劇場
  - 『I am What I am』（酒井澄夫）

- 9月28日 - 9月30日　名古屋・中日劇場
  - 『I am What I am』（酒井澄夫）

### 花組
- 10月13日 - 11月1日　伊勢、安城、舞鶴、藤沢、習志野、調布、武蔵村山、徳島、久留米、人吉、鹿児島、広島、熊本
  - 『朱に恋うる調べ<紅葉愁情・改題>』（菅沼潤）
  - 『メイフラワー』（小原弘稔）